# جاك كيتش
جون كيتش (بالإنجليزية: Jack Ketch)‏ (توفي في نوفمبر 1686) المعروف باسم جاك كيتش، جلاد إنجليزي شهير استخدمه الملك تشارلز الثاني. أصبح مشهوراً من خلال الطريقة التي كان يؤدي بها واجباته أثناء الاضطرابات في عقد 1680، عندما كان يتم ذكره في كثير من الأحيان في حسابات عريضة الأوراق تم تداولها في جميع أنحاء مملكة إنجلترا. يُعتقد أنه تم تعيينه في عام 1663. وقد نفذ أحكام الإعدام ضد ويليام راسل، لورد راسل، في ميدان لنكولنز إن فيلدز في 21 يوليو 1683 ، و جيمس سكوت، دوق مونماوث الأول في 15 يوليو 1685 بعد تمرد مونماوث. تنبع سمعة كيتش من "الوحشية في إعدام اللورد راسل ودوق مونماوث وغيرهم من الخصوم تشارلز الثاني ملك إنجلترا السياسيين.